# 川内郵便局 (鹿児島県)
川内郵便局（せんだいゆうびんきょく）は、鹿児島県薩摩川内市西向田町にある郵便局。民営化前の分類では集配普通郵便局であった。

## 概要
住所：〒895-8799 鹿児島県薩摩川内市西向田町2-5

## 沿革
- 1872年8月4日（明治5年7月1日） - 隈之城村大字向田に向田（むこうだ）郵便取扱所として開設される[1][2]。
- 1875年（明治8年）1月1日 - 向田郵便局（五等）となる。
- 1879年（明治12年） - 為替取扱を開始。
- 1881年（明治14年） - 貯金取扱を開始。
- 1894年（明治27年）3月26日 - 向田郵便電信局となる。
- 1903年（明治36年）4月1日 - 通信官署官制の施行に伴い向田郵便局となる。
- 1906年（明治39年）1月1日 - 川内郵便局に改称。
- 1952年（昭和27年） - 川内駅との間の郵便物受渡が専用自動車化。専用自動車郵便線路「川内局駅線」が開設される[3]。
- 1956年（昭和31年）10月11日 - 電話通話および和文電報受付事務の取扱を開始[4]。
- 1986年（昭和61年）9月30日 - 鹿児島本線を経由する鉄道郵便輸送（門司鹿児島西廻線）が廃止[5]。
- 1991年（平成3年）10月1日 - 外国通貨の両替および旅行小切手の売買に関する業務取扱を開始。
- 2007年（平成19年）10月1日 - 民営化に伴い、併設された郵便事業川内支店に一部業務を移管。
- 2012年（平成24年）10月1日 - 日本郵便株式会社発足に伴い、郵便事業川内支店を川内郵便局に統合。

## 取扱内容
- 郵便、印紙、ゆうパック、内容証明
- 貯金、為替、振替、振込、国際送金、外貨両替・トラベラーズチェック、国債、投資信託
- 生命保険、バイク自賠責保険
- ゆうちょ銀行ATM
- 薩摩川内市内の一部地域の集配業務
- ゆうゆう窓口

## 周辺
- 薩摩川内市役所
- 北薩地域振興局
- 川内川

## アクセス
- JR鹿児島本線、肥薩おれんじ鉄道線 川内駅から徒歩約8分
- 南国交通バス、薩摩川内市コミュニティバス（くるくるバス） 川内郵便局前停留所下車
- 南九州西回り自動車道（川内道路） 薩摩川内都ICから北へ約4km
- 国道3号沿い
- 駐車場あり：15台